# アダム・ウィルク
アダム・ロバート・ウィルク（Adam Robert Wilk, 1987年12月9日 - ）は、アメリカ合衆国カリフォルニア州オレンジ郡アナハイム出身の元プロ野球選手（投手）。左投左打。

## 経歴

### プロ入りとタイガース時代
2009年のMLBドラフト11巡目（全体330位）でデトロイト・タイガースから指名され、6月18日に契約を結んだ。
2011年5月24日にフィル・コークの故障者リスト入りに伴い、メジャー初昇格を果たした。5月26日のボストン・レッドソックス戦でメジャーデビューを果たした。5月28日にデビッド・パーシーの加入に伴い、AAA級トレド・マッドヘンズに降格した。6月5日に再昇格したが、6月22日にAAA級トレドへ降格。7月3日に再昇格したが、7月20日にAAA級トレドへ再び降格した。
2012年2月22日にタイガースと1年契約に合意。3月24日にAAA級トレドへ異動した。4月13日にメジャーへ昇格、4月25日にAAA級トレドへ降格、12月19日に自由契約となった。

### NCダイノス時代
2012年12月19日に韓国のNCダイノスと契約を結んだ。NCでの登録名はアダムだった。
2013年4月2日、同年より韓国プロ野球の1軍リーグに参入したNCは、ウィルクを初の1軍公式戦となる開幕戦の先発投手に起用するほどの期待を見せた。しかし4勝どまりでシーズン途中の8月に帰国、2013年オフシーズンに退団し、韓国球界への不満を明かしたことで韓国内で批判を浴びた。

### パイレーツ傘下時代
2013年12月18日にピッツバーグ・パイレーツとマイナー契約を結んだ。2014年シーズンはパイレーツ傘下のAAA級インディアナポリス・インディアンスに所属したが、メジャー昇格はならなかった。

### エンゼルス時代
2014年12月23日にロサンゼルス・エンゼルス・オブ・アナハイムとマイナー契約を結んだ。
2015年は開幕を傘下のAAA級ソルトレイク・ビーズで迎え、4月15日にメジャー昇格し、同日のテキサス・レンジャーズ戦で3年ぶりにメジャーリーグで登板した。4月19日にマイナー・オプションでAAA級ソルトレイクへ降格、7月24日にDFAとなり、26日にマイナー契約を受け入れる形でAAA級ソルトレイクに配属された。オフの11月6日にFAとなった。

### レイズ傘下時代
2016年1月19日にタンパベイ・レイズとマイナー契約を結んだ。この年はメジャーでの登板は無く、一年間傘下のAAA級ダーラム・ブルズでプレーした。オフの11月7日にFAとなった。

### メッツ時代
2017年1月16日にニューヨーク・メッツとマイナー契約を結び、スプリングトレーニングに招待選手として参加することになった。開幕は傘下のAAA級ラスベガス・フィフティワンズで迎え、5月7日にメジャー契約を結んでアクティブ・ロースター入りした。同日のマイアミ・マーリンズ戦で先発したが、32⁄3回を6失点で敗戦投手となり、翌8日にDFAとなった。

### ツインズ時代
2017年5月10日にウェイバー公示を経てミネソタ・ツインズへ移籍した。5月27日にDFA、29日に40人枠を外れる形で傘下のAAA級ロチェスター・レッドウイングスへ配属された。6月17日にメジャー契約を結んでアクティブ・ロースター入りし、同日のクリーブランド・インディアンスとのダブルヘッダー第1戦に先発するも31⁄3回を6失点で敗戦投手となり、6月18日に再びDFA、22日に自由契約となった。

### インディアンス傘下時代
2018年1月22日にクリーブランド・インディアンスとマイナー契約を結び、同年のスプリングトレーニングに招待選手として参加することになった。開幕後は傘下AAA級コロンバス・クリッパーズで27試合に登板し、6勝9敗、防御率3.66の成績を残したが、メジャー昇格の機会はなく、オフの11月2日にFAとなった。この年限りで現役を引退した。

### 現役引退後
引退後は学生野球の指導者をしている。

## 論難
ウィルクは韓国での生活を「決していい経験ではなかった」と否定的に振り返り、韓国の上下関係について「一歳でも上なら年下選手に対して命令できて、従わなければその年下を暴行しても許される」社会だったと明かし、さらに「いつも日本に船で逃げられる準備をしていた。私ができることは、ただ戦争が起きないことを祈るだけ」と北朝鮮との戦争に憂慮していたことを打ち明け、「米国が世界で1番生活しやすい国」 と締めくくった。これに対してかつて同僚だったライアン・サドスキーが彼にツイッターで「私は釜山、昌原に3年間暮らしているがそのような不便さと戦争の脅威は感じたことがない」と反論し、ヘンリー・ソーサも「米国では銃事故も頻繁に起きているが、韓国は酒を飲んで大喧嘩になるケースさえ見たことがない。私が知っている韓国は安全で人々は親切だ」と声明を発表している。なお、北朝鮮と昌原市は約644kmの差がありプロ野球の本拠地のある町では一番北朝鮮から遠かった。

## 詳細情報

### 年度別投手成績
| 年 度    | 球 団    | 登 板 | 先 発 | 完 投 | 完 封 | 無 四 球 | 勝 利 | 敗 戦 | セ 丨 ブ | ホ 丨 ル ド | 勝 率 | 打 者 | 投 球 回 | 被 安 打 | 被 本 塁 打 | 与 四 球 | 敬 遠 | 与 死 球 | 奪 三 振 | 暴 投 | ボ 丨 ク | 失 点 | 自 責 点 | 防 御 率 | W H I P |
| -------- | -------- | ----- | ----- | ----- | ----- | -------- | ----- | ----- | -------- | ----------- | ----- | ----- | -------- | -------- | ----------- | -------- | ----- | -------- | -------- | ----- | -------- | ----- | -------- | -------- | ------- |
| 2011     | DET      | 5     | 0     | 0     | 0     | 0        | 0     | 0     | 0        | 0           | ----  | 57    | 13.1     | 14       | 3           | 3        | 0     | 0        | 10       | 0     | 0        | 10    | 8        | 5.40     | 1.28    |
| 2012     | DET      | 3     | 3     | 0     | 0     | 0        | 0     | 3     | 0        | 0           | .000  | 55    | 11.0     | 21       | 4           | 3        | 0     | 0        | 7        | 0     | 0        | 11    | 10       | 8.18     | 2.18    |
| 2013     | NC       | 17    | 16    | 0     | 0     | 0        | 4     | 8     | 0        | 0           | .333  | 383   | 91.2     | 93       | 12          | 27       | 0     | 1        | 70       | 4     | 2        | 48    | 42       | 4.12     | 1.31    |
| 2015     | LAA      | 1     | 0     | 0     | 0     | 0        | 0     | 0     | 0        | 0           | ----  | 10    | 2.0      | 2        | 1           | 1        | 0     | 1        | 2        | 0     | 0        | 1     | 1        | 4.50     | 1.50    |
| 2017     | NYM      | 1     | 1     | 0     | 0     | 0        | 0     | 1     | 0        | 0           | .000  | 20    | 3.2      | 8        | 3           | 1        | 0     | 0        | 2        | 0     | 0        | 6     | 5        | 12.27    | 2.45    |
| 2017     | MIN      | 3     | 1     | 0     | 0     | 0        | 0     | 1     | 0        | 0           | .000  | 54    | 10.1     | 16       | 3           | 8        | 1     | 0        | 6        | 2     | 0        | 9     | 9        | 7.84     | 2.32    |
| '17計    | MIN      | 4     | 2     | 0     | 0     | 0        | 0     | 2     | 0        | 0           | .000  | 74    | 14.0     | 24       | 6           | 9        | 1     | 0        | 8        | 2     | 0        | 15    | 14       | 9.00     | 2.36    |
| MLB：4年 | MLB：4年 | 13    | 5     | 0     | 0     | 0        | 0     | 5     | 0        | 0           | .000  | 196   | 40.1     | 61       | 14          | 16       | 1     | 1        | 27       | 2     | 0        | 37    | 33       | 7.36     | 1.91    |
| KBO：1年 | KBO：1年 | 17    | 16    | 0     | 0     | 0        | 4     | 8     | 0        | 0           | .333  | 383   | 91.2     | 93       | 12          | 27       | 0     | 1        | 70       | 4     | 2        | 48    | 42       | 4.12     | 1.31    |

- 「-」は記録なし

### 背番号
- 58（2011年）
- 57（2012年）
- 40（2013年）
- 49（2015年）
- 35（2017年 - 同年5月）
- 39（2017年5月 - 同年6月17日）